# Pensy Małe
Pensy Małe – część wsi Pęsy w Polsce położona w województwie mazowieckim, w powiecie płońskim, w gminie Raciąż.
Dawniej odrębna wieś i gromada w gminie Strożęcin w powiecie płońskim.
W latach 1975–1998 miejscowość administracyjnie należała do województwa ciechanowskiego.